# Стрежевий
Стрежеви́й (рос. Стрежевой) — місто, центр та єдиний населений пункт Стрежевого міського округу Томської області, Росія.

## Географія
Стрежевий розташований за 670 кілометрах від обласного центру — міста Томська. Місто розташоване в зоні північної тайги і боліт, на березі правої притоки річки Об — річки Пасол (в перекладі з хантського — «протока»). Найближча залізнична станція розташовується за 63 кілометрах, в місті Нижньовартовську Ханти-Мансійського автономного округу.

### Клімат
З кінця травня до серпня триває період білих ночей. За природно-кліматичними умовами Стрежевий прирівняний до місцевостей Крайньої Півночі. Клімат різко континентальний із тривалою зимою і коротким літом. Середня температура повітря за рік — 5,5 °C. Абсолютна мінімальна температура повітря — -54 °C, абсолютна максимальна температура — +36 °C. Середня температура липня — +19 °C, середня температура січня — -24,7 °C. Число днів зі сніговим покривом — 195, висота снігового покриву — 60-80 см. Перший сніг випадає в жовтні і остаточно зникає в квітні. Тривалість безморозного періоду в місті — 83-89 днів. Тривалість опалювального сезону — 250—260 днів. Річна кількість опадів на території коливається від 425 мм до 679 мм при нормі 590 мм, з них на теплий період року припадає 347 мм, на холодний період — 243 мм.
Характерною особливістю клімата Стрежевого та його околиць є різкі перепади атмосферного тиску повітря і температур. Добовий перепад тиску може доходити до 10 мм рт. ст. Добовий перепад температури може складати до 20-25 °C. Повторюваність погоди, сприятливої для людини, становить менше 73 днів (20 %) у році, число днів зі суворою погодою в денні години — від 60 до 100. Територія розташовується в зоні ультрафіолетової недостатності більше 4 місяців у році.

## Історія
Місто успадкувало назву від колишнього в цій місцевості рибальського села Стрежеве. Назва є похідним від російського діалектного стрежев — «крутий берег річки». Село було засновано спецпереселенцями в 1931 році.
Стимулом до розвитку цієї території стало відкриття на півночі Томської області родовищ нафти. 13 січня 1966 року було створено нафтопромислове управління «Томскнефть». У цьому ж році, 23 липня, на березі річки Пасол поблизу села Стрежеве було засновано селище нафтовиків. Офіційною датою заснування міста Стрежевий вважається 1 вересня того ж року. Ще раніше на території нинішнього міста були поселення східних Хант.

## Населення
Населення — 42219 осіб (2010; 43815 у 2002).